# Handeliinae
 Handeliinae  Bremer & Humphries, 1993 è una sottotribù di piante angiosperme dicotiledoni della famiglia delle Asteraceae (sottofamiglia Asteroideae e tribù Anthemideae/clade Asian-southern African grade).

## Etimologia
Il nome della sottotribù deriva dal genere Handelia Heimerl, 1922, il cui nome a sua volta è stato dato in onore del botanico austriaco Heinrich Freiherr von Handel-Mazzetti (1882–1940), custode del Museo di Storia Naturale di Vienna.

Il nome scientifico di questo gruppo è stato definito per la prima volta dai botanici Kaare Bremer  (1947 - 2009) e Christopher John Humphries  (1947-2009) nella pubblicazione "Bulletin of the Natural History Museum. Botany series. London - 23 (2):. 108" del 1993.

## Descrizione

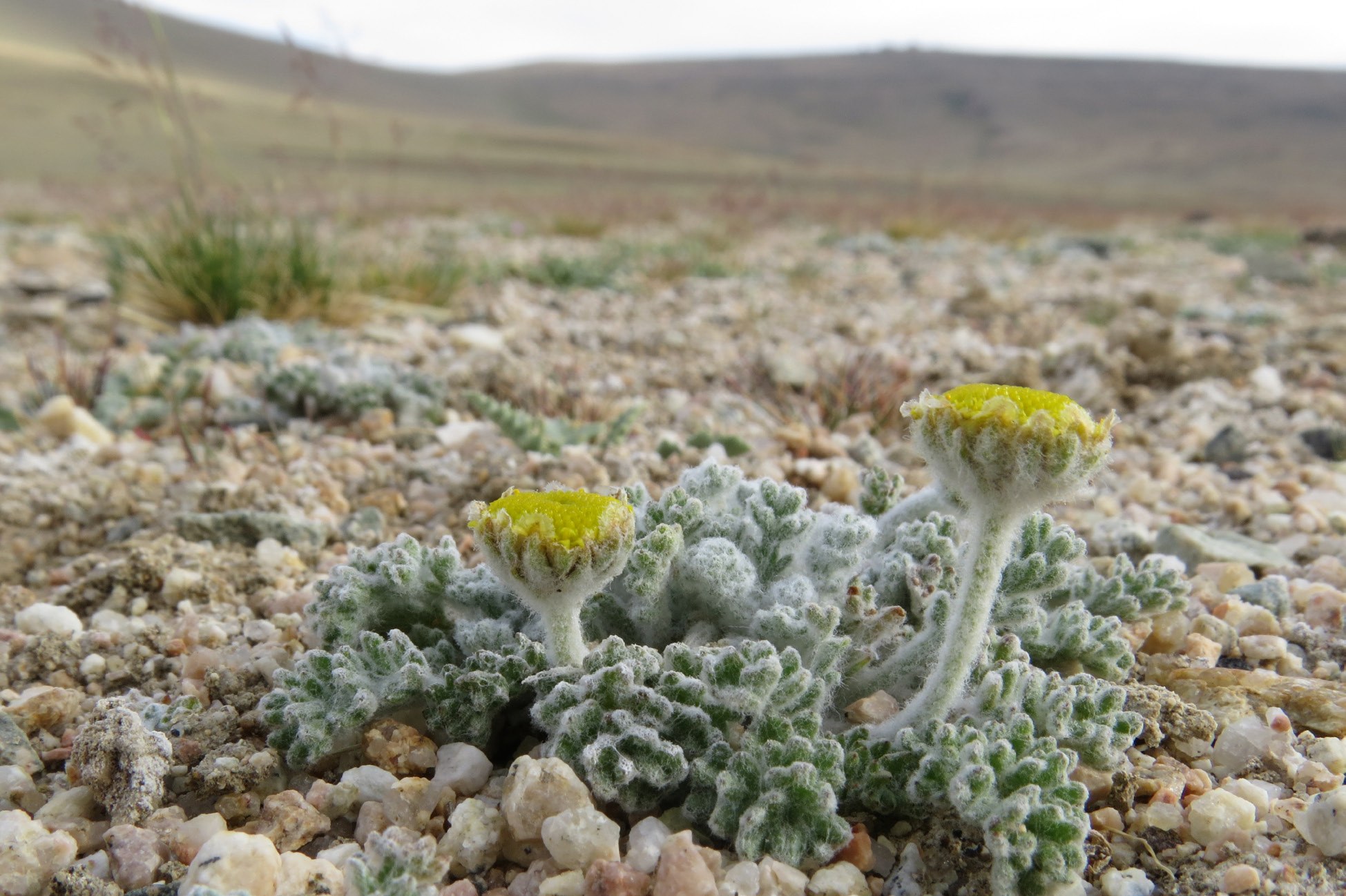
Il portamento
Cancrinia krasnoborovii

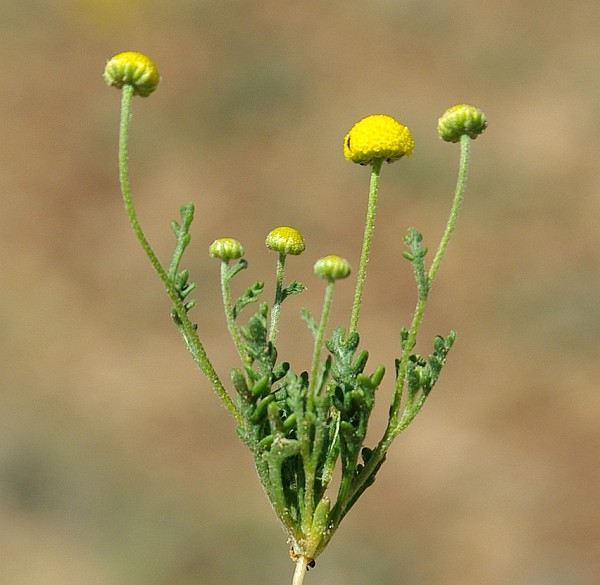
Infiorescenza
Cancrinia discoidea

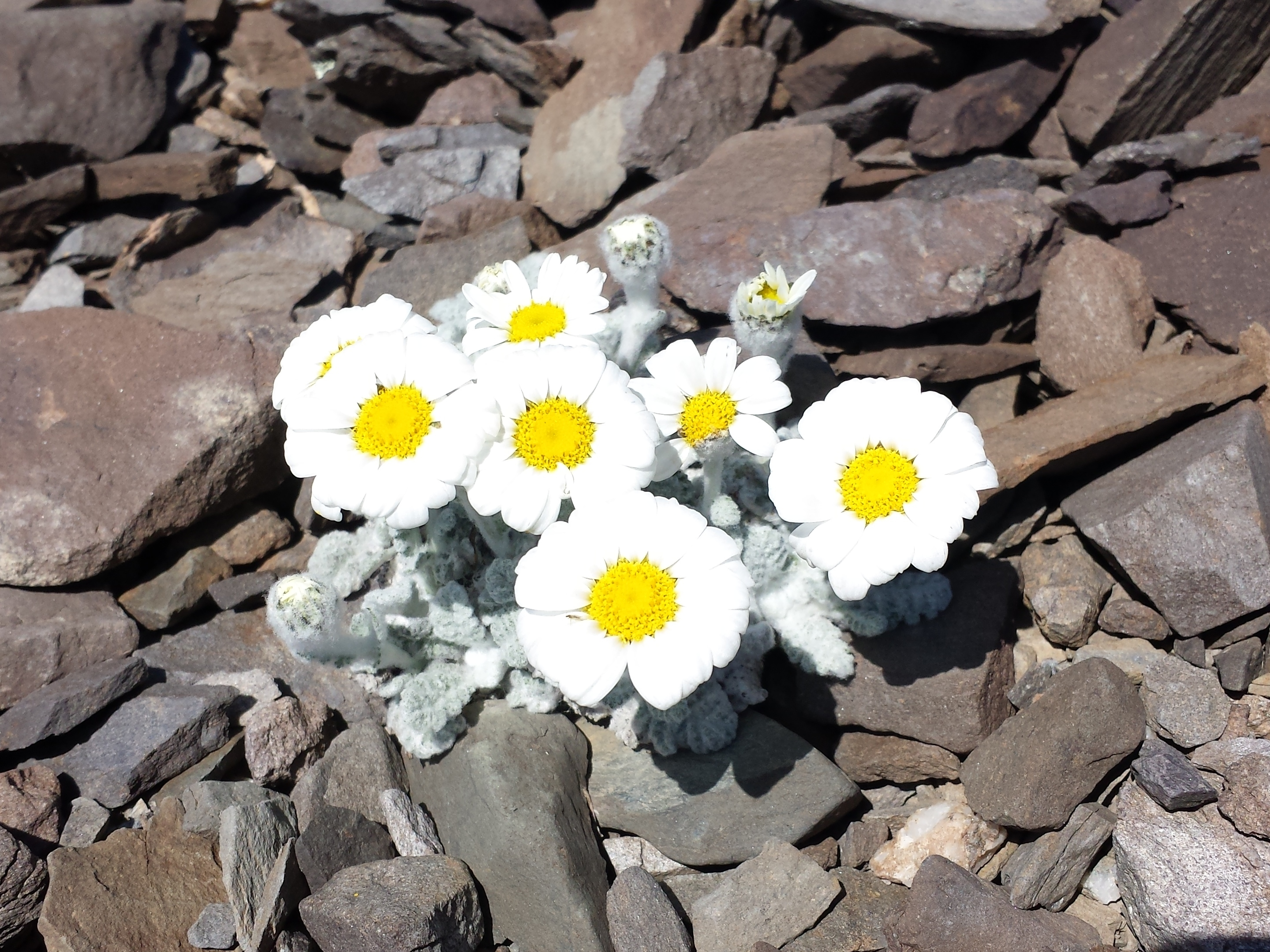
I fiori
Richteria

Portamento. Le specie di questa sottotribù sono annuali, bienni oppure perenni, con habitus sia erbaceo (anche legnoso) che di tipo subarbustivo. L'indumento può essere assente o formato da peli basifissi (raramente da peli medifisi).
Fusto. La parte aerea in genere è eretta, semplice o ramosa. 
Foglie. Le foglie disposte in modo alternato hanno in genere una lamina 3-4-pennatosetta o 1-2-pennatopartita.
Infiorescenza. Le sinflorescenze comprendono sia capolini solitari che raggruppati in corimbi più o meno densi. Sono presenti anche sinflorescenze di tipo a pannocchia (Lepidolopsis). Le infiorescenze vere e proprie sono composte da un capolino terminale di tipo sia radiato che discoide, normalmente con fiori eterogami (raramente omogami). La struttura dei capolini è quella tipica delle Asteraceae: un peduncolo sorregge un involucro, con forme emisferiche oppure ob-coniche, composto da diverse brattee, al cui interno un ricettacolo fa da base ai fiori di due tipi: fiori del raggio e fiori del disco. Le brattee, piatte, ampie e a consistenza erbacea (scariose sui margini), sono disposte in modo più o meno embricato su più serie (da 2 a 5). Il ricettacolo in genere è emisferico e privo o provvisto di pagliette a protezione della base dei fiori. Nella tabella sottostante sono indicate alcune caratteristiche specifiche per alcuni generi della sottotribù.
Fiori.  I fiori sono tetra-ciclici (formati cioè da 4 verticilli: calice – corolla – androceo – gineceo) e pentameri (calice e corolla formati da 5 elementi). Si distinguono in:
- fiori del raggio (esterni): sono femminili (neutri, fertili o anche sterili) disposti su una sola serie; la forma è ligulata (zigomorfa); a volte possono mancare o essere sterili;
- fiori del disco (centrali): sono più numerosi con forme brevemente tubulose (attinomorfe); sono ermafroditi (o funzionalmente maschili).

- Formula fiorale:

*/x K {\displaystyle \infty }, [C (5), A (5)], G 2 (infero), achenio
- Calice: i sepali del calice sono ridotti ad una coroncina di squame.

- Corolla: la corolla di solito ha 5 lobi (4 o 6 lobi in Lepidolopsis); in alcuni generi è pelosa (Tanacetopsis e Trichanthemis). I colori sono bianco, rosa o violetto per i fiori periferici, e giallo o blu-violetto per quelli centrali.

- Androceo: l'androceo è formato da 5 stami (alternati ai lobi della corolla) sorretti da filamenti generalmente liberi (con collari larghi/snelli); gli stami sono connati e formano un manicotto circondante lo stilo. Il tessuto endoteciale (rivestimento interno dell'antera) è quasi sempre non polarizzato. Il polline è sferico con un diametro medio di circa 25 micron;  è tricolporato (con tre aperture sia di tipo a fessura che tipo isodiametrica o poro) ed è echinato (con punte sporgenti).

- Gineceo: l'ovario è infero uniloculare formato da 2 carpelli. Lo stilo (il recettore del polline) è profondamente bifido (con due stigmi divergenti) e con le linee stigmatiche marginali separate o contigue. I due bracci dello stilo hanno una forma troncata e possono essere papillosi o ricoperti da ciuffi di peli.

Frutti. I frutti sono degli acheni con pappo (a volte il pappo può mancare). La forma degli acheni è cilindrica o ob-conica con sezione trasversale circolare o ellittica. I fianchi sono percorsi da 4 - 5 coste longitudinali. Il pappo è formato da una coroncina apicale con 5 – 50 setole simili a scaglie (Allardia); ma anche da un corto orlo di squame laciniate. Il pericarpo può avere oppure no delle cellule mucillaginifere (le sacche resinose sono sempre assenti).

### Alcuni dati sulla struttura dell'infiorescenza
| Genere         | Tipo capolino      | Numero righe dell'involucro | Tipo ricettacolo | Numero lobi della corolla | Numero coste dell'achenio |
| -------------- | ------------------ | --------------------------- | ---------------- | ------------------------- | ------------------------- |
| Allardia       | radiato            | 3 - 4                       | senza pagliette  | 5                         | 5 - 10 (molto evidenti)   |
| Handelia       | discoide           | 3                           | con pagliette    | 5                         | 5 (poco evidenti)         |
| Lepidolopsis   | discoide           | 3 - 4                       | senza pagliette  | 4 - 6                     | 5                         |
| Microcephala   | radiato - discoide | 2 - 3                       | senza pagliette  | 5                         | 3 - 5                     |
| Pseudohandelia | discoide           | 2 - 3                       | senza pagliette  | 5                         | 4 - 5 (poco evidenti)     |
| Richteria      | radiato            | 2 - 3                       | senza pagliette  | 5                         | 5 - 10 (poco evidenti)    |
| Sclerorhachis  | discoide           | 2 - 4                       | con pagliette    | 5                         | 4 - 7 (poco evidenti)     |
| Tanacetopsis   | discoide           | 2 - 3                       | senza pagliette  | 5                         | 5 - 7                     |
| Trichanthemis  | radiato - discoide | 3 - 5                       | senza pagliette  | 5                         | 5 - 8                     |

## Biologia
Impollinazione: l'impollinazione avviene tramite insetti (impollinazione entomogama tramite farfalle diurne e notturne).

Riproduzione: la fecondazione avviene fondamentalmente tramite l'impollinazione dei fiori (vedi sopra).

Dispersione: i semi (gli acheni) cadendo a terra sono successivamente dispersi soprattutto da insetti tipo formiche (disseminazione mirmecoria). In questo tipo di piante avviene anche un altro tipo di dispersione: zoocoria. Infatti gli uncini delle brattee dell'involucro (se presenti) si agganciano ai peli degli animali di passaggio disperdendo così anche su lunghe distanze i semi della pianta. Inoltre per merito del pappo (se presente) il vento può trasportare i semi anche a distanza di alcuni chilometri (disseminazione anemocora).

## Distribuzione e habitat
Le specie di questo gruppo sono distribuite solamente in Asia (Iran, Afghanistan, Pakistan, Mongolia e Cina). Nella tabella più sotto sono indicate in dettaglio le distribuzioni relative ai vari generi della sottotribù. L'habitat varia da temperato a subtropicale e in genere si trova in aree aride e desertiche di tipo continentale.

## Sistematica
La famiglia di appartenenza di questa voce (Asteraceae o Compositae, nomen conservandum) probabilmente originaria del Sud America, è la più numerosa del mondo vegetale, comprende oltre 23.000 specie distribuite su 1.535 generi, oppure 22.750 specie e 1.530 generi secondo altre fonti (una delle checklist più aggiornata elenca fino a 1.679 generi). La famiglia attualmente (2021) è divisa in 16 sottofamiglie; la sottofamiglia Asteroideae è una di queste e rappresenta l'evoluzione più recente di tutta la famiglia.

### Filogenesi
Il gruppo di questa voce è descritto nella tribù Anthemideae, una delle 21 tribù della sottofamiglia Asteroideae). Da un punto di vista filogenetico, la tribù Anthemideae fa parte del supergruppo (o sottofamiglia) "Asteroideae grade"; l'altro è il supergruppo "Non-Asteroideae" contenente il resto delle sottofamiglie delle Asteraceae. All'interno del supergruppo è vicina alle tribù Senecioneae, Calenduleae, Gnaphalieae e Astereae.
In base alle ultime ricerche nella tribù sono stati individuati (provvisoriamente) 4 principali lignaggi (o cladi): "Southern hemisphere grade", "Asian-southern African grade", "Eurasian grade" e "Mediterranean clade". La sottotribù di questa voce è compresa nel clade Asian-southern African grade e occupa una posizione vicina al "core" della tribù tra le sottotribù Artemisiinae, Pentziinae e Phymasperminae.
Da un punto di vista filogenetico questa sottotribù è ben supportata da analisi di tipo molecolare anche se alcune delimitazioni sono ancora da verificare più a fondo (Cancrinia Kar. & Kir.). Il cladogramma a lato (estratto dallo studio citato e semplificato) costruito sull'analisi molecolare di alcune specie della sottotribù propone una possibile configurazione filogenetica di questa sottotribù.  Ulteriori studi sono comunque necessari per definire meglio la posizione interna di alcuni generi come ad esempio Tanacetopsis (per il momento parafiletico). Inoltre l'habitus simile di Handelia, Lepidolopsis, Pseudohandelia e Sclerorhachis potrebbe sostenere un diverso raggruppamento di questi generi. In realtà oltre al genere citato sopra (Cancrinia), altri generi (Cancriniella Tzvelevc, Polychrysum (Tzvelev) Kovalevsk e Ugamia Pavlovc) potrebbero essere inclusi in Handeliinae “senso lato” se supportati da ulteriori studi.
Storicamente nella struttura interna di questa sottotribù si individuano due gruppi principali:
- "Handelia Group": Handelia, Lepidolopsis, Microcephala, Polychrysum, Pseudohandelia, Sclerorhachis e Tanacetopsis. In questo si individuano alcuni caratteri costanti come gli steli piuttosto spessi e basalmente villosi, un midollo morbido e foglie fortemente sezionate con lobi filiformi.
- Cancrinia Group: Allardia, Cancrinia, Cancriniella, Richteria, Trichanthemis e Ugamia. In quest'ultimo gruppo sono state individuate alcune sinapomorfie (habitus compatto, portamento scaposo e brattee involucrali con margini marrone scuro).

Il genere Waldheimia Kar. & Kir.  (con 4 specie) occupa una posizione incerta (Incertae sedis) in quanto in alcuni studi è considerato sinonimo del genere Allardia e non in altri.
Il cladogramma seguente, tratto dallo studio citato e semplificato, mostra una possibile configurazione filogenetica della sottotribù (in base al tipo di DNA analizzato sono possibili altre strutture filogenetiche).
|  | Handelia       |
|  |                |
|  | Pseudohandelia |
|  |                |

|  | Polychrysum   |
|  |               |
|  | Sclerorhachis |
|  |               |

|  | Handelia       |
|  |                |
|  | Pseudohandelia |
|  |                |

|  | Polychrysum   |
|  |               |
|  | Sclerorhachis |
|  |               |

|  | Cancrinia     |
|  |               |
|  | Trichanthemis |
|  |               |

|  | \| \| Lepidolopsis (1) \| \| \| \| \| \| Richteria \| \| \| \| |
|  |                                                                |
|  | Tanacetopsis (1)                                               |
|  |                                                                |
|  | Lepidolopsis (1)                                               |
|  |                                                                |
|  | Richteria                                                      |
|  |                                                                |

|  | Lepidolopsis (1) |
|  |                  |
|  | Richteria        |
|  |                  |

|  | Cancrinia     |
|  |               |
|  | Trichanthemis |
|  |               |

|  | \| \| Lepidolopsis (1) \| \| \| \| \| \| Richteria \| \| \| \| |
|  |                                                                |
|  | Tanacetopsis (1)                                               |
|  |                                                                |
|  | Lepidolopsis (1)                                               |
|  |                                                                |
|  | Richteria                                                      |
|  |                                                                |

|  | Lepidolopsis (1) |
|  |                  |
|  | Richteria        |
|  |                  |

|  | Allardia |
|  |          |
|  | Ugamia   |
|  |          |

|  | Cancrinia     |
|  |               |
|  | Trichanthemis |
|  |               |

|  | \| \| Lepidolopsis (1) \| \| \| \| \| \| Richteria \| \| \| \| |
|  |                                                                |
|  | Tanacetopsis (1)                                               |
|  |                                                                |
|  | Lepidolopsis (1)                                               |
|  |                                                                |
|  | Richteria                                                      |
|  |                                                                |

|  | Lepidolopsis (1) |
|  |                  |
|  | Richteria        |
|  |                  |

|  | Cancrinia     |
|  |               |
|  | Trichanthemis |
|  |               |

|  | \| \| Lepidolopsis (1) \| \| \| \| \| \| Richteria \| \| \| \| |
|  |                                                                |
|  | Tanacetopsis (1)                                               |
|  |                                                                |
|  | Lepidolopsis (1)                                               |
|  |                                                                |
|  | Richteria                                                      |
|  |                                                                |

|  | Lepidolopsis (1) |
|  |                  |
|  | Richteria        |
|  |                  |

|  | Allardia |
|  |          |
|  | Ugamia   |
|  |          |

|  | Handelia       |
|  |                |
|  | Pseudohandelia |
|  |                |

|  | Polychrysum   |
|  |               |
|  | Sclerorhachis |
|  |               |

|  | Handelia       |
|  |                |
|  | Pseudohandelia |
|  |                |

|  | Polychrysum   |
|  |               |
|  | Sclerorhachis |
|  |               |

|  | Cancrinia     |
|  |               |
|  | Trichanthemis |
|  |               |

|  | \| \| Lepidolopsis (1) \| \| \| \| \| \| Richteria \| \| \| \| |
|  |                                                                |
|  | Tanacetopsis (1)                                               |
|  |                                                                |
|  | Lepidolopsis (1)                                               |
|  |                                                                |
|  | Richteria                                                      |
|  |                                                                |

|  | Lepidolopsis (1) |
|  |                  |
|  | Richteria        |
|  |                  |

|  | Cancrinia     |
|  |               |
|  | Trichanthemis |
|  |               |

|  | \| \| Lepidolopsis (1) \| \| \| \| \| \| Richteria \| \| \| \| |
|  |                                                                |
|  | Tanacetopsis (1)                                               |
|  |                                                                |
|  | Lepidolopsis (1)                                               |
|  |                                                                |
|  | Richteria                                                      |
|  |                                                                |

|  | Lepidolopsis (1) |
|  |                  |
|  | Richteria        |
|  |                  |

|  | Allardia |
|  |          |
|  | Ugamia   |
|  |          |

|  | Cancrinia     |
|  |               |
|  | Trichanthemis |
|  |               |

|  | \| \| Lepidolopsis (1) \| \| \| \| \| \| Richteria \| \| \| \| |
|  |                                                                |
|  | Tanacetopsis (1)                                               |
|  |                                                                |
|  | Lepidolopsis (1)                                               |
|  |                                                                |
|  | Richteria                                                      |
|  |                                                                |

|  | Lepidolopsis (1) |
|  |                  |
|  | Richteria        |
|  |                  |

|  | Cancrinia     |
|  |               |
|  | Trichanthemis |
|  |               |

|  | \| \| Lepidolopsis (1) \| \| \| \| \| \| Richteria \| \| \| \| |
|  |                                                                |
|  | Tanacetopsis (1)                                               |
|  |                                                                |
|  | Lepidolopsis (1)                                               |
|  |                                                                |
|  | Richteria                                                      |
|  |                                                                |

|  | Lepidolopsis (1) |
|  |                  |
|  | Richteria        |
|  |                  |

|  | Allardia |
|  |          |
|  | Ugamia   |
|  |          |

Nota 1: in altre analisi il genere è descritto all'interno del '"Handelia Group".
I caratteri distintivi delle specie di questa sottotribù sono:
- l'indumento è fatto di peli basifissi;
- il tessuto endoteciale (rivestimento interno dell'antera) è quasi sempre non polarizzato;
- il collare del filamento delle antere è largo/snello;
- il numero cromosomico di base è x = 9 (con alcune eccezioni);

Il numero cromosomico delle varie specie della sottotribù è in prevalenza: 2n =18; raramente è 2n = 14 (Microcephala). Alcuni generi sono poliploidi (come Richteria).
Questa sottotribù ha iniziato a divergere circa 34 milioni di anni fa.

### Composizione della sottotribù
La sottotribù comprende 13 generi e 75 specie.
| Genere                                  | N. specie                                                          | Distribuzione                                                                             | Caratteri più significativi | Numeri cromosomici          | Fiori |
| --------------------------------------- | ------------------------------------------------------------------ | ----------------------------------------------------------------------------------------- | --- | --------------------------- | ----- |
| Allardia Decne., 1841                   | 9                                                                  | Asia centrale                                                                             | Il portamento è erbaceo perenne. - La corolla dei fiori del disco ha 5 lobi terminali. - All'apice degli acheni si trovano 25 - 50 scaglie di uguale lunghezza                                                                                            |                             |       |
| Cancrinia Kar. & Kir., 1842             | 5                                                                  | Asia centrale                                                                             | Il pericarpo è glabro sparsamente peloso. - L'achenio è coronato da una serie di scaglie brune. |                             |       |
| Cancriniella Tzvelev, 1961              | Una specie: Cancriniella krascheninnikovii (Rubtzov) Tzvelev, 1961 | Kazakhstan                                                                                | |                             |       |
| Handelia Heimerl, 1922                  | Una specie: Handelia trichophylla Heimerl, 1922                    | Asia centro-occidentale                                                                   | L'indumento è formato esclusivamente da peli basifissi. - I fusti sono sparsamente ramificati e fogliosi. - I capolini sono raccolti in densi corimbi. | 2n = 18                     |       |
| Lepidolopsis Poljakov, 1959             | 2                                                                  | Asia centro-occidentale                                                                   | L'indumento si compone di peli basifissi. - I capolini sono discoidi. - Tutti i fiori sono ermafroditi. - Il polline è echinato. - Gli acheni possiedono 5 coste laterali e una coroncina apicale di scaglie.                                             | 2n = 18                     |       |
| Microcephala Pobed., 1961               | 4                                                                  | Asia centrale                                                                             | I lati degli acheni sono pelosi. - L'apice degli acheni dei fiori del disco possiede una bianca coroncina fimbriata. - L'apice degli acheni dei fiori del raggio è auricolato.                                                                            | 2n = 14                     |       |
| Polychrysum (Tzvelev) Kovalevsk., 1962  | Una specie: Polychrysum tadshikorum (Kudr.) Kovalevsk., 1962       | Afghanistan, Tagikistan e Uzbekistan                                                      | Le sinflorescenze sono varie (capolini solitari o in lassi o densi corimbi). - La base delle piante è glabra. - Le foglie sono intere, dentate o 1-4-pennatosette.                                                                                        | 2n = 18                     |       |
| Pseudohandelia Tzvelev, 1961            | Una specie:Pseudohandelia umbellifera (Boiss.) Tzvelev, 1961       | Asia centro-occidentale                                                                   | I capolini formano dei densi corimbi o delle pseudo-ombrelle. - La forma degli acheni è strettamente cilindrica, talvolta sono arcuati. - Il pericarpo è tubercolato.                                                                                     |                             |       |
| Richteria Kar. & Kir., 1842             | 11                                                                 | Asia centrale                                                                             | L'apice degli acheni ha una corona di 4 - 12 scaglie. - Il pericarpo è glabro. | 2n = 18 (specie poliploidi) |       |
| Sclerorhachis Rech.f., 1969             | 8                                                                  | Asia centro-occidentale                                                                   | L'indumento è esclusivamente formato da peli basifissi. - La parte aerea è poco ramosa e con poche foglie. - I capolini sono raccolti in lassi corimbi.                                                                                                   | 2n = 18                     |       |
| Tanacetopsis (Tzvelev) Kovalevsk., 1962 | 24                                                                 | Asia centro-occidentale                                                                   | I capolini raggruppati in densi o lassi corimbi, raramente sono solitari. - L'involucro ha delle forme emisferiche con le brattee disposte su 2 - 3 file. - L'apice degli acheni ha una coroncina obliqua formata da scaglie libere o basalmente connate. |                             |       |
| Trichanthemis Regel & Schmalh., 1877    | 6                                                                  | Asia centrale-occidentale (Afghanistan, Kazakhstan, Kirgizstan, Tadzhikistan, Uzbekistan) | Il portamento di queste specie è erbaceo perenne o subarbustivo. - Gli acheni sono densamente pelosi. - L'apice degli acheni possiede un corona di 4 - 12 scaglie.                                                                                        |                             |       |
| Ugamia Pavlov, 1950.                    | Una specie: Ugamia angrenica (Krasch.) Pavlov, 1950                | Kazakhstan, Kirghizistan, Uzbekistan                                                      | I peduncoli dei capolini sono brevi e annuenti. - Le scaglie degli acheni sono bianche. - Il pericarpo è densamente peloso. |                             |       |

### Sinonimi
- Cancriniinae Bremer & Humphries (1993)